# Jia'ao
Jia'ao (chinois : 郟敖), (???-541 av. J.C), est le huitième Roi de l'état de Chu. Il règne de 544 a 541 av J.C., durant la Période des Printemps et Automnes, de l'histoire de la Chine. Son nom de naissance est "Xiong Yuan" (chinois : 熊員), "Jia'ao" étant son nom posthume.  
Il succède a son père, le Roi Kang de Chu, a la mort de ce dernier. Une fois au pouvoir, il nomme le Prince Wei, son oncle, Lingyin (premier ministre) du Chu. 
En 541 av. J.C, le Prince Wei profite de ce que Jia'ao est malade pour l'assassiner, ainsi que ses deux fils, Xiong Mu et Xiong Pingxia, avant d'usurper le trône. Ces meurtres et son attitude une fois au pouvoir ont valu au Prince Wei de recevoir le nom posthume péjoratif de Roi Ling de Chu.